# M3ハーフトラック
M3ハーフトラックは、第二次世界大戦中のアメリカ軍の兵員輸送用装甲ハーフトラックである。
本項では兄弟車両であるM2ハーフトラック、および廉価版のM5ハーフトラック/M9ハーフトラックについても記述する。

## 概要
アメリカ合衆国は、第一次世界大戦中よりハーフトラックに注目し、民間を中心に研究開発が行われていた。第二次世界大戦が始まり、アメリカ自身の参戦と共に本格的な軍用ハーフトラックの開発が行われる事となった。
最初に騎兵科の要求により、装輪装甲車であるM3スカウトカーより路外性能に優れた装甲ハーフトラックであるT7が試作された。これは、M3スカウトカーにフランス式のティムケン装軌車台組立部品を組みこんだもので、履帯は鋼ケーブル製の基材を包みこんだ硬質ゴム製であった。続いて今度は砲兵科の要求で、機甲師団所属の砲兵の野戦砲牽引車両として、より強力なホワイト160AXエンジンを装備したT14が試作された。これは、歩兵部隊が機甲師団に随伴するための車両としても有効であると判断され、車体後部を延長し、歩兵1個分隊を輸送できるロングボディのT8が試作された。そして、前者はM2ハーフトラック、後者はM3ハーフトラックとして採用された。
本車は、トラックの後輪部を装軌式にし、申しわけ程度の装甲を施しただけの車両ではあるが、比較的強力なエンジンを持ち前輪も駆動することから、より高価で複雑なドイツ式ハーフトラックよりも実用性と機動性で勝り、路上でも72km/hの最大速度を発揮した。
M2は、1940年からオートカー社で生産が開始されたが、大量配備のため、M2・M3ともにホワイト・モーター社およびダイアモンドTモーター社でも併行して量産された。装甲兵員輸送車型をベースに、対戦車自走砲や対空自走砲、自走迫撃砲などの各種派生型があり、後述の廉価版も含めると、総計で53,813両が生産された（兵員輸送型・牽引型が39,436両、派生型が14,377両）。
実戦参加は北アフリカ上陸を目的とした1942年のトーチ作戦からであるが、オープントップであるため空中で炸裂する榴弾の弾片に対し無防備であり、装甲がドイツ軍の使用する7.92x33mm弾に対してさえ不十分である（徹甲弾に対して200ヤード=183m離れないと耐えられない）こと。また、荷台天蓋が完全に吹きさらしで「あおり」がないため、敵歩兵が容易に手榴弾を放り込めることがわかったが、これらの欠点は最後まで改良されることは無かった。
アメリカ軍の他に、レンドリース法により装甲材質の劣る、M3ハーフトラックの廉価版であるM5ハーフトラック（外見上、直線的になった前輪のフェンダーと、車体後部装甲板の角が丸い事で識別できる）、M2ハーフトラックの廉価版であるM9ハーフトラック（M2のような短車体ではなく、車内レイアウトだけがM5と異なっている）がインターナショナルハーベスター社で生産され、イギリス軍やソ連軍などの連合国軍に供与された。
第二次大戦後も、各国で余剰となったM3ハーフトラックやその派生型が友好国に供与され、使用が続けられた。
1950年代には、日本の陸上自衛隊（当時の名称は警察予備隊、後に保安隊）に供与された。1950年にM3A1ハーフトラック（合計36両）、1952年にM15A1自走対空砲（合計98両）とM16自走対空砲（合計168両）が供与され、M16自走対空砲は1974年まで、M3A1は1981年まで、M15A1自走対空砲は1990年まで実戦部隊に配備されていた。

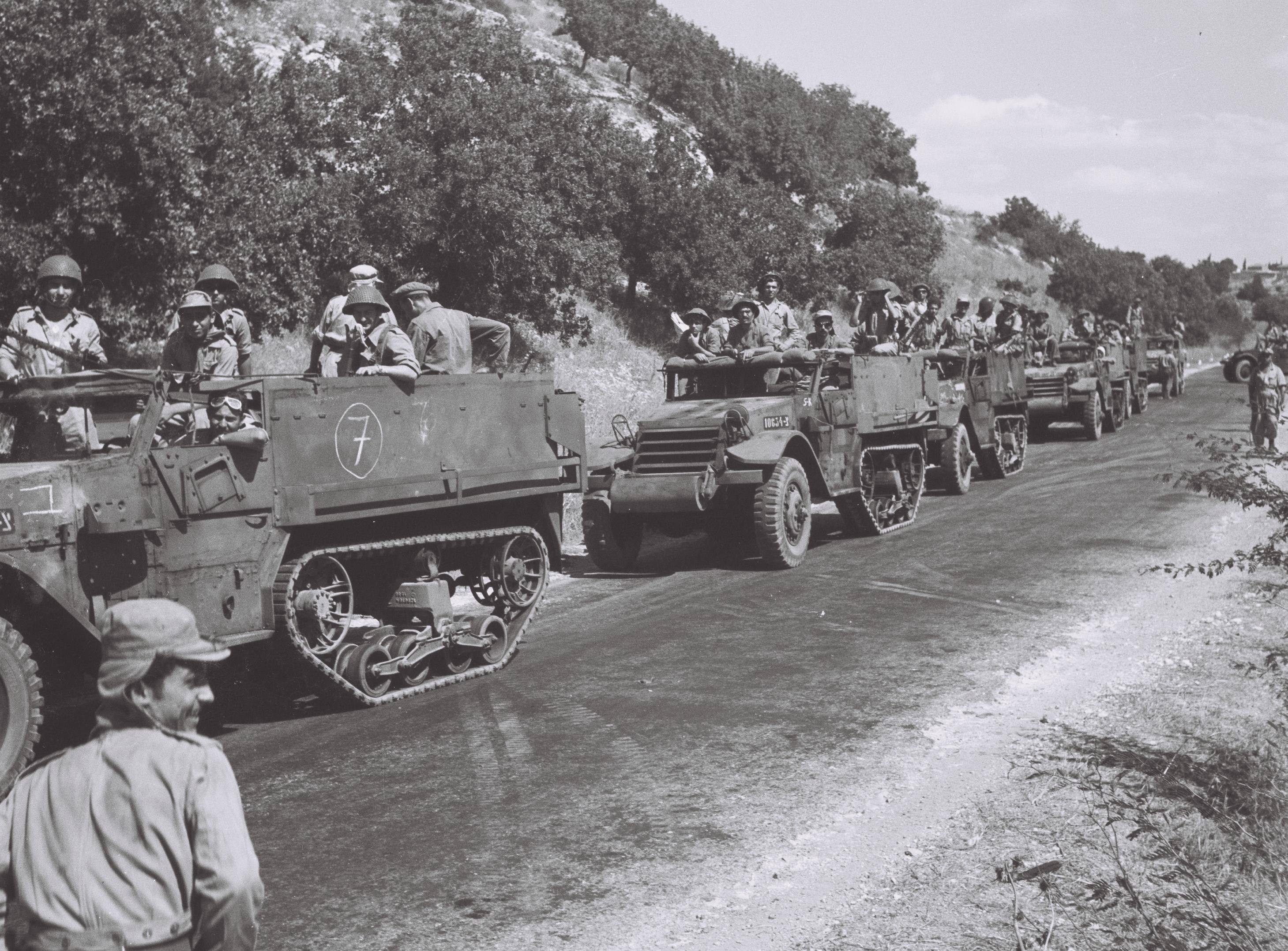
第一次中東戦争時、イスラエル軍によって使用されるM5ハーフトラック

イスラエル軍は、1948年-1949年の第一次中東戦争の際にM5/M9ハーフトラックを入手し、ドイツ製のMG34機関銃や火炎放射器を搭載するなどしてサンドイッチ装甲車などと呼ばれる装甲戦闘車両に即製改造し、貴重な装甲戦力として活用した。その後もエンジンをディーゼルに交換するなどの改良を加えつつ長きに渡って使い続けられ、多数の独自改修型が製作された。全装軌式のM113装甲兵員輸送車が配備された1970年代以降においても、国防予算の多くを戦車や戦闘機に回したため、多くが後方任務に回されながらも現役であった。近年になって強力な装甲を持つアチザリットなどの新型装甲兵員輸送車が登場し、M113が後方任務に回されるようになって、ようやく完全に退役した。一部は軍用車コレクターに売却されたほか、イスラエル軍と友好関係にある南レバノン軍にも供与された。

## 基本型（兵員輸送型/牽引型）

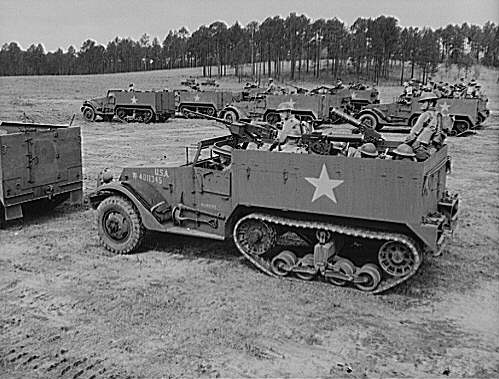
M2ハーフトラック

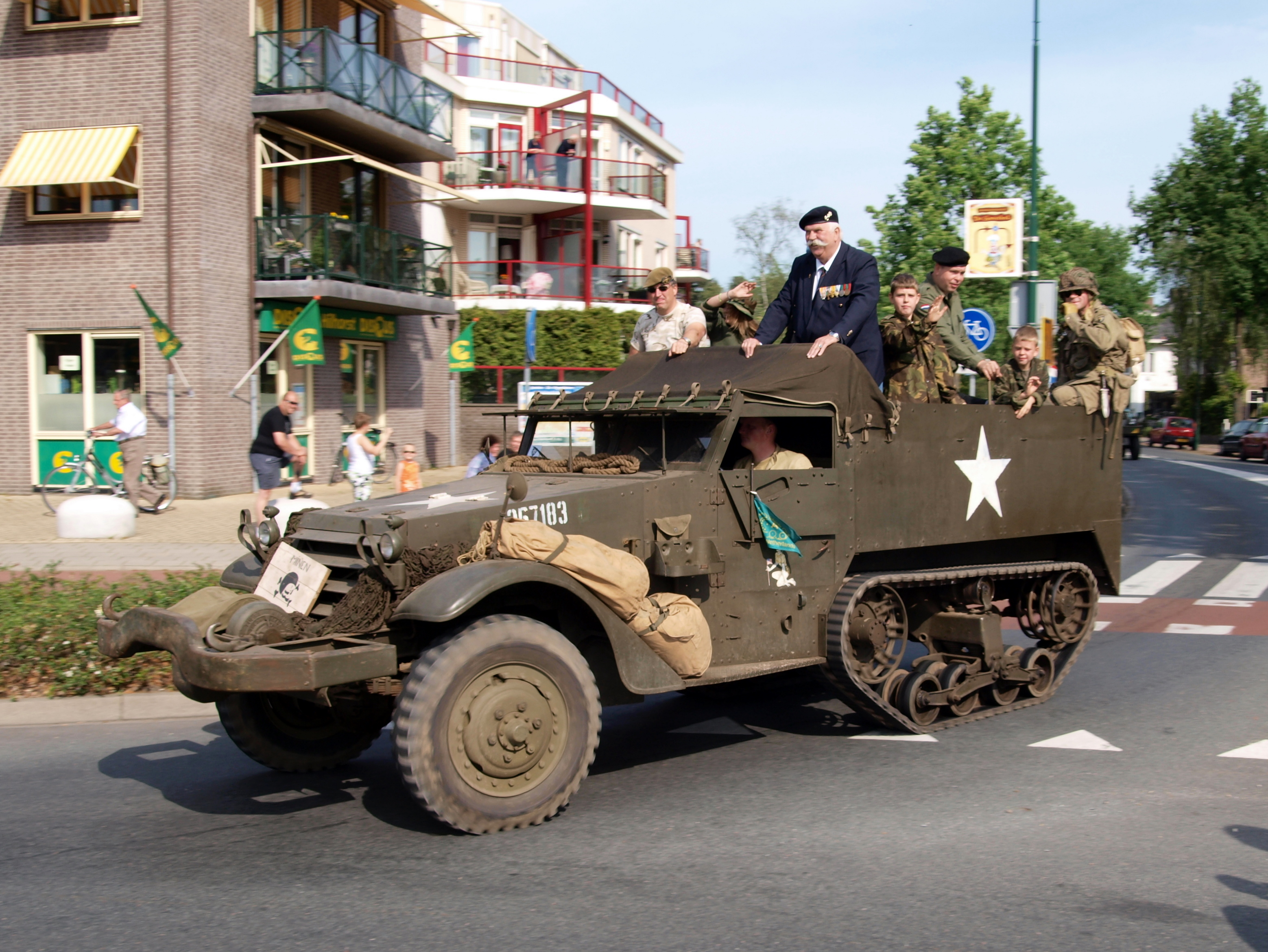
M3ハーフトラック

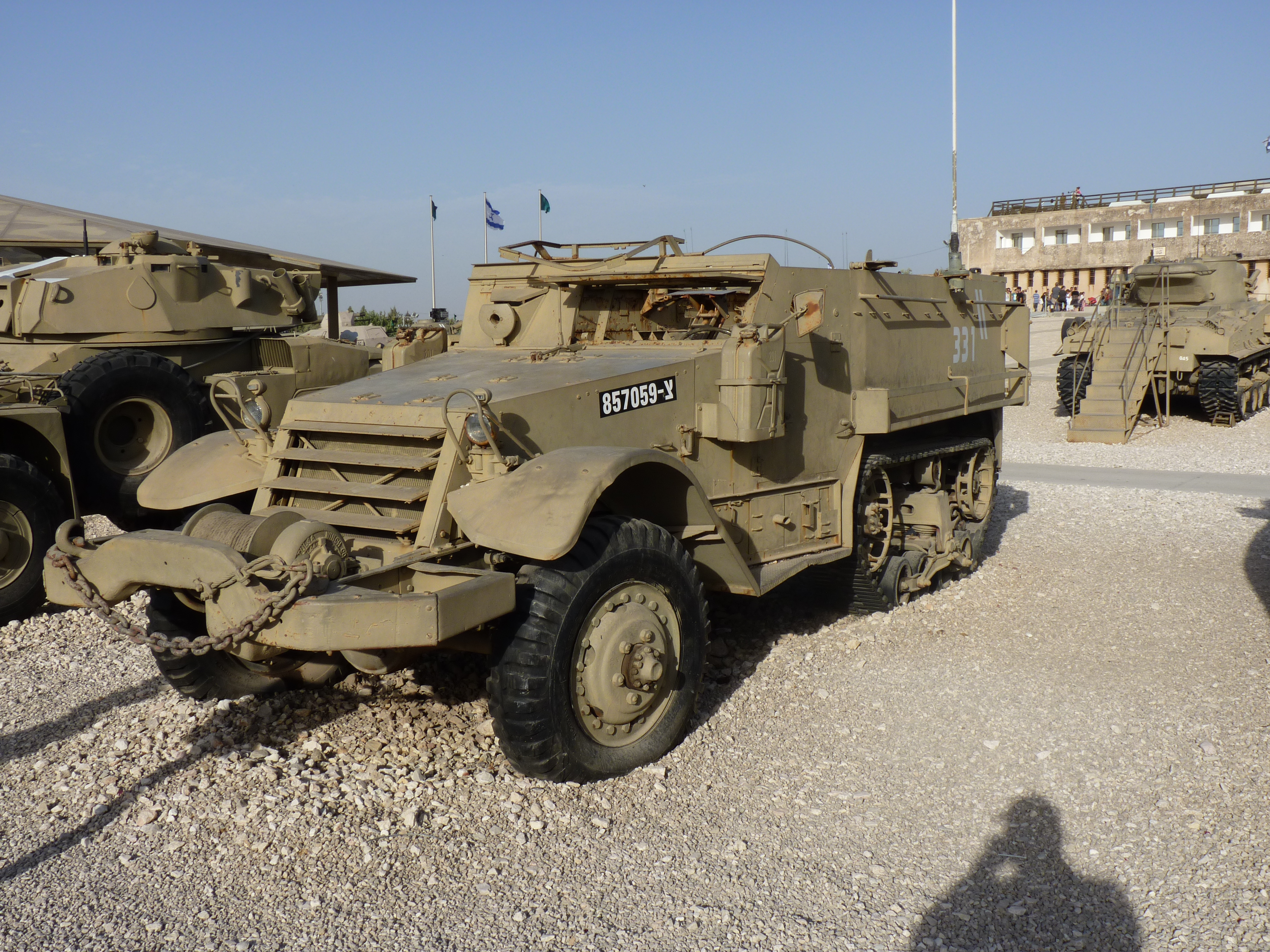
M5ハーフトラック

M2/M2A1
105mm榴弾砲の牽引用に開発された。他の型より後部兵員室が短いのが特徴。また、後部兵員室外側に牽引砲の弾薬収納用ドアが設けられた。乗員10名。初期型は兵員室全周に機銃用の移動レールが付いていたが、後にM49リングマウントに変更したA1型に移行した。M2は11,415両、M2A1は1,643両製造された。
M3/M3A1
M2をベースに、歩兵輸送用に後部兵員室延長と弾薬箱廃止による容積増加が図られ、乗員は13名に増えている。機銃用の移動レールは無く、後部兵員室中央にマウント支柱が設けられた。後に、やはりM49リングマウントを増設したA1型に移行した。M3は12,499両、M3A1は2,862両製造された。戦後、陸上自衛隊にも供与された。
M3A2
M2とM3の車体共用を狙った試作車。制式採用されながら結局生産されなかったが、本車で試作された後部兵員室外部の地雷ラックや装備品ラックは他の生産型に追加導入された。陸上自衛隊に供与されたM3A1は、装備品の追加導入により、「M3A2仕様」に近づいていたものと考えられる。
M5/M5A1
M3のレンドリース用簡易生産型。装甲をM3の厚さ1/4インチ（6.35mm）表面硬化装甲のリベット接合構造から、厚さ5/16インチ（7.9mm）均質圧延鋼板の溶接構造に変更している。装甲厚増加に伴う重量増加によりエンジンや足回りの強化が行われ、機動性に変化は無かったが、7.92mm徹甲弾に対し300ヤード（274m）以上離れないと耐えられないなど、耐弾性は低下している。後端が丸くなった後部兵員室と平面的になった前輪フェンダーが特徴。やはりM49リングマウントを増設したA1型がある。M5は4,625両、M5A1は2,959両製造された。
M9/M9A1
M2のレンドリース用簡易生産型。車体はM5と共通となり、後部兵員室内部以外は外観上の差異は見られない。生産型は全てM49リングマウントを増設したA1型である。3,433両製造された。

## 派生型

### 自走対戦車砲型（GMC）

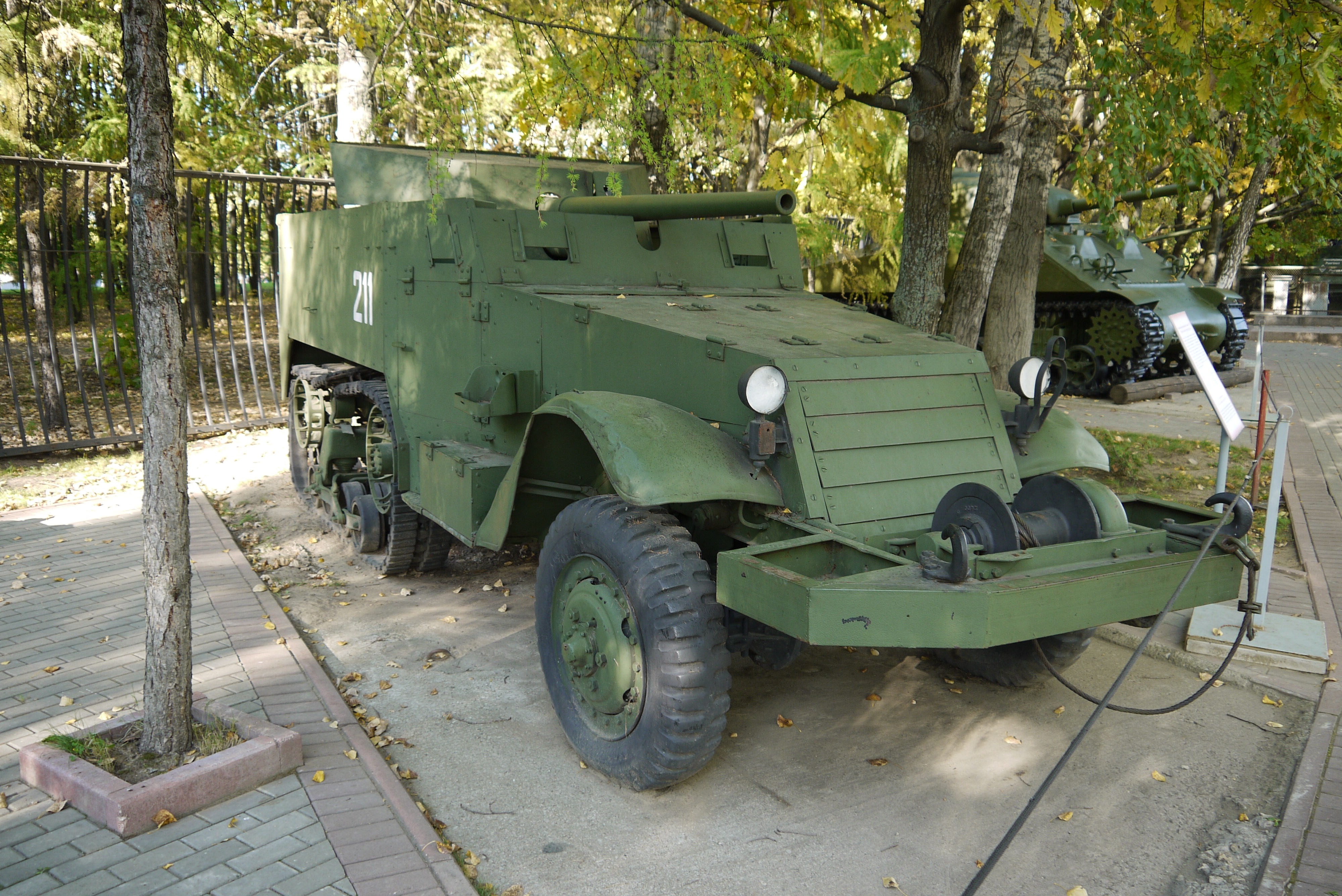
T48 (SU-57) 57mm自走対戦車砲

GMCは、"Gun Motor Carriage"の略。75mm砲、もしくは57mm砲を搭載したバージョン。

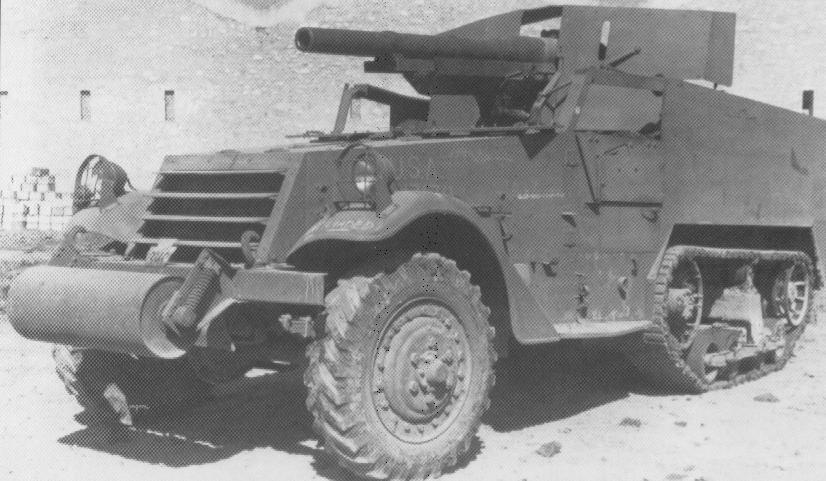
M3 GMC 75mm自走対戦車砲
M3ハーフトラックの車体にM1897 75mm野砲をM2A3砲架を用いて搭載した自走対戦車砲型。M3とM3A1、合わせて2,202両製造された。また、太平洋戦争緒戦にはフィリピンでまとまった数が現地の日本軍によって鹵獲された。
M3A1 GMC 75mm自走対戦車砲
M3ハーフトラックの車体にM1897 75mm野砲をM2A2砲架を用いて搭載した自走対戦車砲型。
T48 GMC 57mm自走対戦車砲
M3ハーフトラックの車体にM1 57mm砲を搭載した自走対戦車砲型。962両製造された。60両がイギリス軍、650両がソビエト連邦軍に供与され、ソビエト連邦軍では、本車を「SU-57」と呼称した。

### 自走榴弾砲型（HMC）

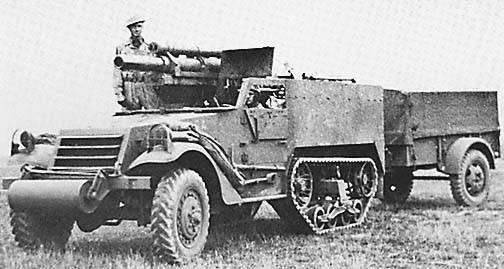
T19 HMC 105mm自走榴弾砲

HMCは、"Howitzer Motor Carriage"の略。75mm榴弾砲、もしくは105mm榴弾砲を搭載したバージョン。
T12 HMC 75mm/105mm自走榴弾砲
M3ハーフトラックの車体に75mmあるいは105mm榴弾砲を搭載した自走榴弾砲型。アメリカ海兵隊により使用された。

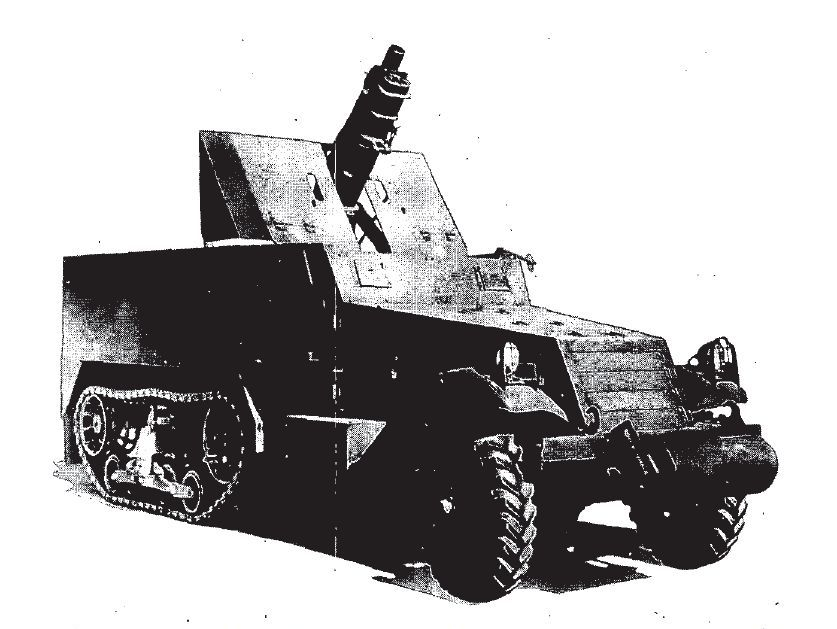
T30 HMC 75mm自走榴弾砲
M3ハーフトラックの車体にM1A1（M116） 75mm榴弾砲を搭載した自走榴弾砲型。500両製造され、アメリカ陸軍により使用された。自由フランス軍にも供与され、後にインドシナ戦争で使用された。
T38 HMC 105mm自走榴弾砲
M3ハーフトラックの車体にM3 105mm榴弾砲を搭載した自走榴弾砲型。T19 HMCの生産が軌道に乗ったため、キャンセルされた。
T19 HMC 105mm自走榴弾砲
M3ハーフトラックの車体にM2A1 105mm榴弾砲を搭載した自走榴弾砲型。324両製造された。

### 自走迫撃砲型（MMC）
MMCは、"Motor Mortar Carriage"の略。81mm迫撃砲を搭載したバージョン。

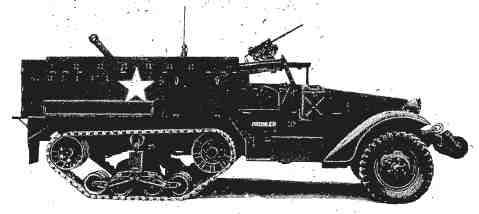
M4 MMC 81mm自走迫撃砲
短車体のM2ハーフトラックの車体にM1 81mm 迫撃砲を車体に対して後向きに搭載した自走迫撃砲型。572両製造された。
M4A1 MMC 81mm自走迫撃砲
M4の一部改良型。M21自走迫撃砲の製造が軌道に乗るまでの繋ぎという扱いであったが、600両製造された。

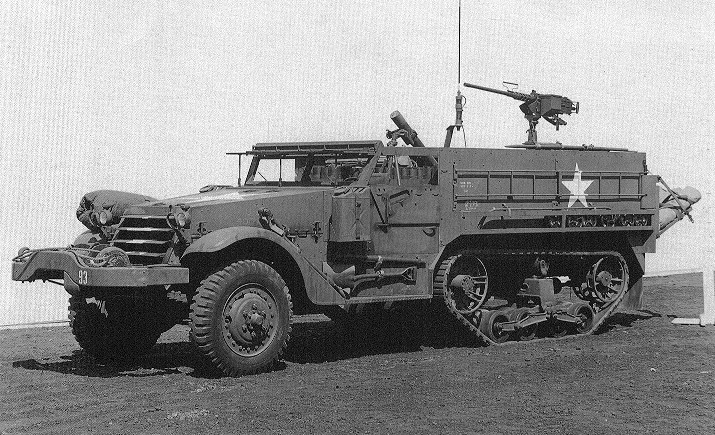
M21 MMC 81mm自走迫撃砲
M3ハーフトラックの車体にM1 81mm迫撃砲を車体に対して前向きに搭載した自走迫撃砲型。M4/M4A1が充分な数量に達していたため、110両の製造に留まった。54両は自由フランス軍に供与された。

### 自走対空砲型（MGMC）
MGMCは、"Multiple Gun Motor Carriage"の略。2連装もしくは4連装の12.7mm重機関銃を搭載したバージョン。

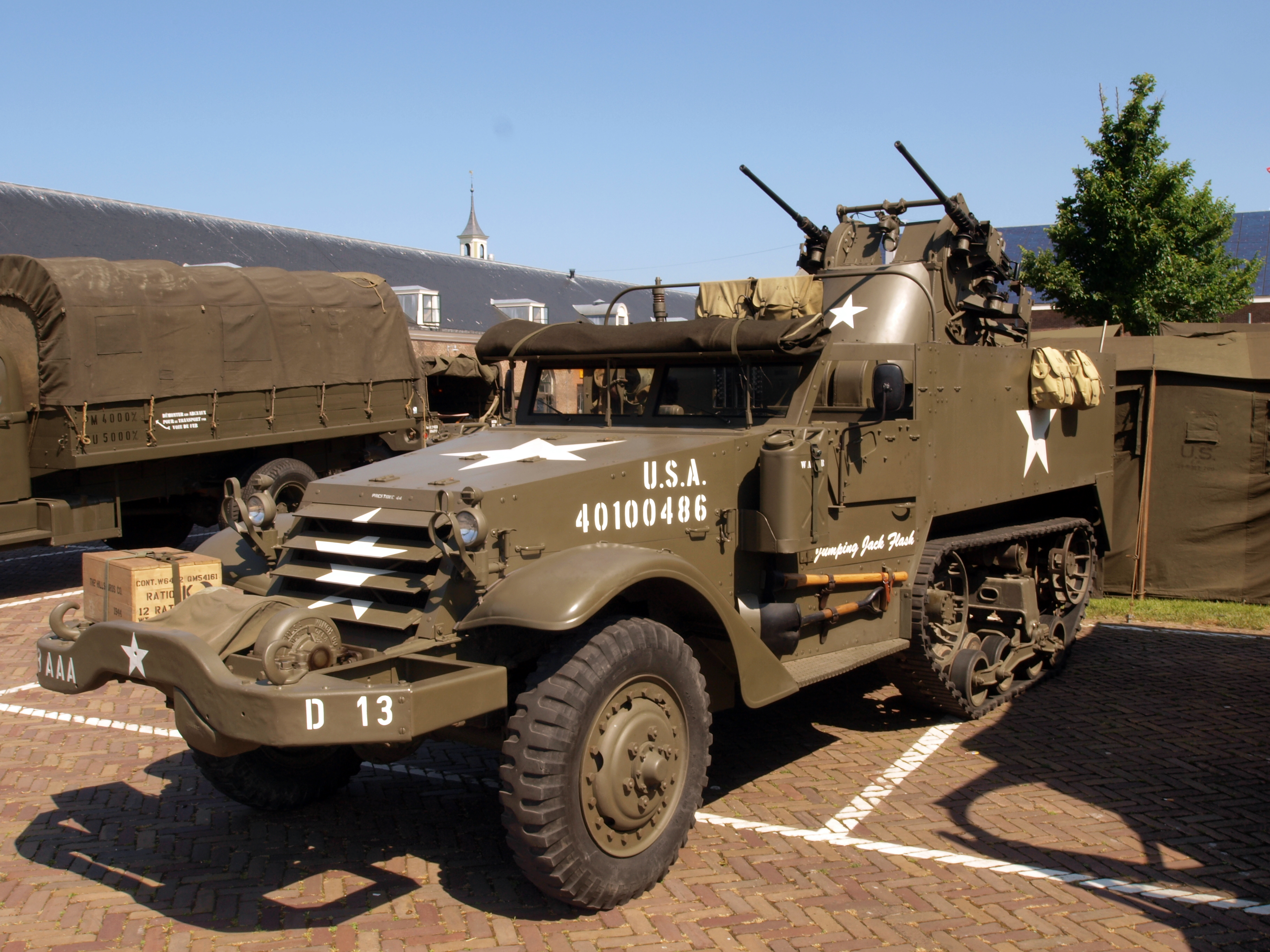
M13 MGMC 自走対空砲
M3ハーフトラックの車体にM33 2連装M2 12.7mm重機関銃架を搭載した自走式対空砲型。1,103両製造された。
M14 MGMC 自走対空砲
M13のバリエーションで、廉価版のM5ハーフトラックの車体にM33 2連装M2 12.7mm重機関銃架を搭載した自走式対空砲型。1,605両製造された。イギリス軍に供与されたが、イギリス軍は性能不足として機銃架を取り外し、通常型のM5ハーフトラックに戻してしまっていた。

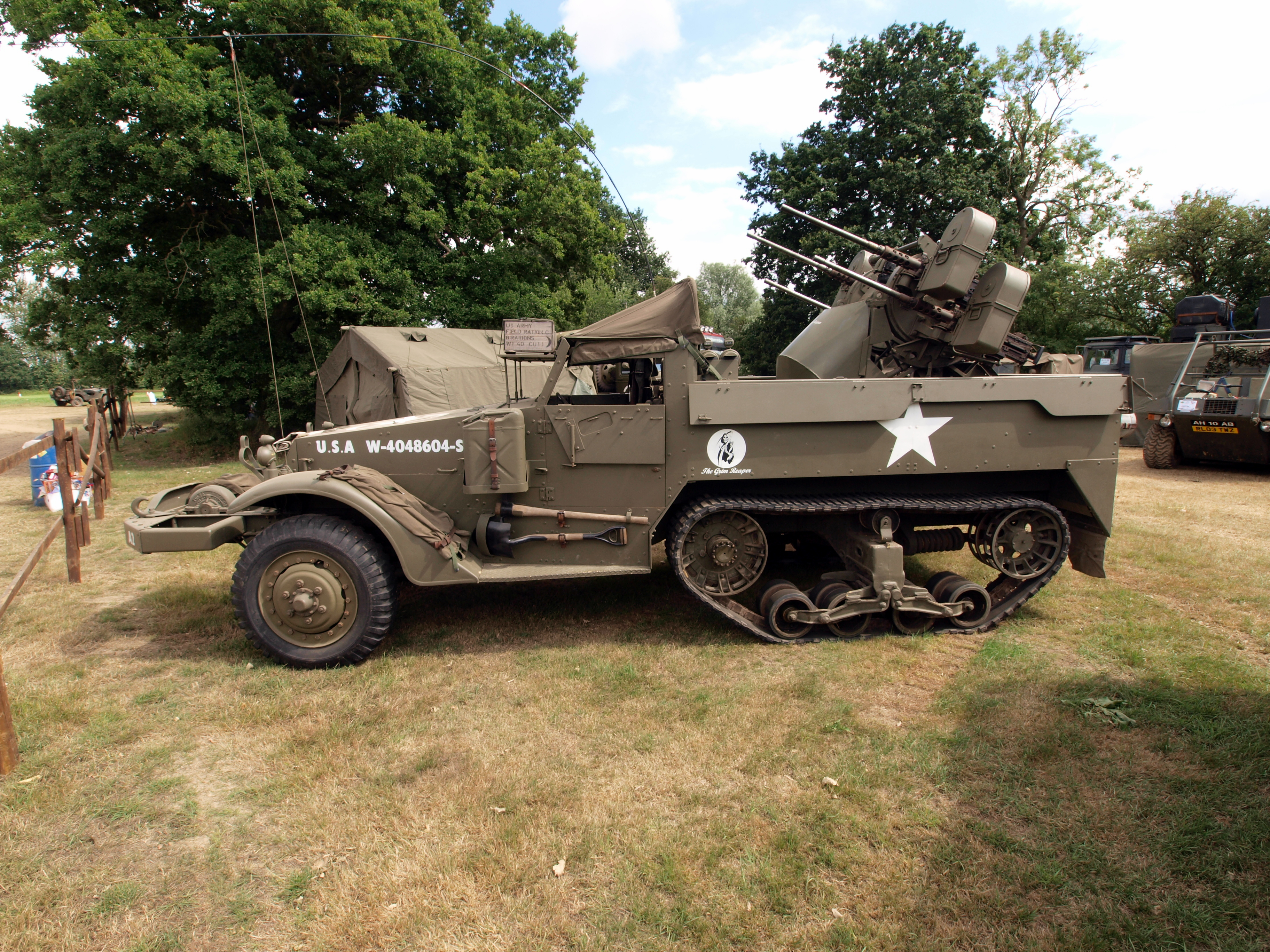
M16 MGMC 自走対空砲
M3ハーフトラックの車体にM45D 4連装M2 12.7mm重機関銃架を搭載した自走式対空砲型。戦闘室上端の装甲が折りたたみ式になっている。M16とM16A1、合わせて2,877両製造された。戦後、陸上自衛隊にも供与された。
M16A1 MGMC 自走対空砲
M16のバリエーションで、通常型M3ハーフトラックの車体にM45F 4連装M2 12.7mm重機関銃架を搭載した自走式対空砲型。戦闘室上端の装甲が折りたたみ式になっておらず、その分機銃架が高い位置に設置されている。
M17 MGMC 自走対空砲
M16のバリエーションで、廉価版のM5ハーフトラックの車体にM45D 4連装M2 12.7mm重機関銃架を搭載した自走式対空砲型。1,000両製造された。ソビエト連邦軍に供与された。
T10 MGMC 自走対空砲
M16のバリエーションとしてテストされた車両で、エリコン Mk.IV 2門を、M16に使用されたM45機銃架に搭載した車両。車体はM2ハーフトラックが使用されている。
T10E1 MGMC 自走対空砲
上記、T10の車体をM3ハーフトラックに変更したもの。100両程度が生産されたが、後にM2 12.7mm重機関銃を搭載したM16に戻された。T10/T10E1は大戦中ほとんど脚光を浴びることは無かったが、その設計は戦後イスラエル軍が開発した、後述のTCM-20搭載型ハーフトラックに生かされていると考えられる。

### 自走対空砲型（CGMC）

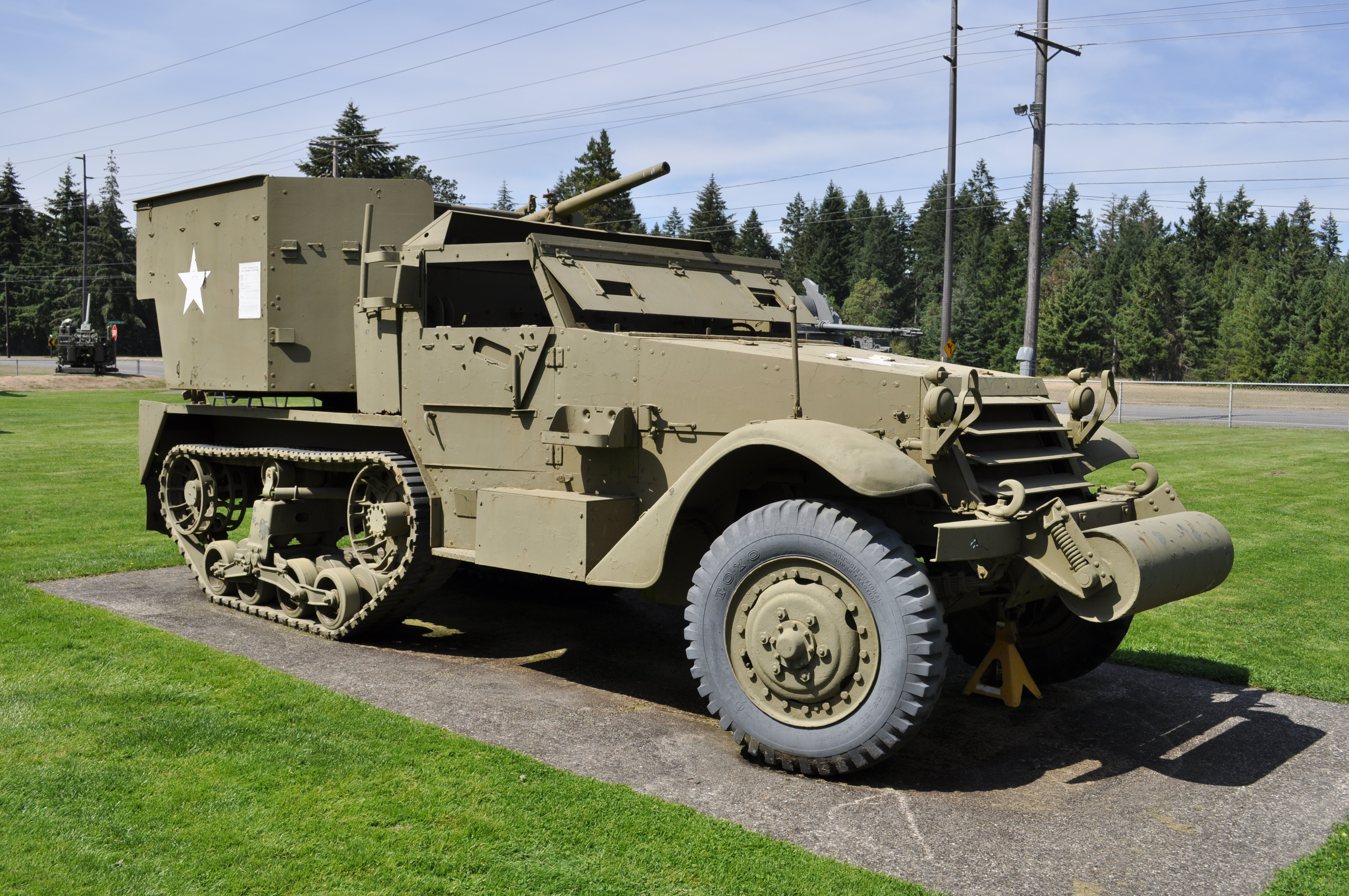
M15A1 CGMC 自走対空砲

CGMCは、"Combination Gun Motor Carriage"の略。37mm機関砲1門と12.7mm重機関銃2丁を組み合わせて搭載したバージョン。
T28 CGMC 自走対空砲
短車体のM2ハーフトラックの車体にM1 37mm機関砲1門と水冷式のM1 12.7mm重機関銃2丁を搭載した自走式対空砲型。性能に問題があるとしてキャンセルされた。
T28E1 CGMC 自走対空砲
M3ハーフトラックの車体にM1 37mm機関砲1門と水冷式のM1 12.7mm重機関銃2丁を搭載した自走式対空砲型。80両製造された。
M15 CGMC 自走対空砲
M3ハーフトラックの車体にM1 37mm機関砲1門と空冷式のM2 12.7mm重機関銃2丁を搭載した自走式対空砲型。600両製造された。
M15A1 CGMC 自走対空砲
M15の銃塔部を軽量化するなどした改良型。1,652両製造された。戦後、陸上自衛隊にも供与された。

### 自走対空砲型（GMC, 40mm機関砲搭載型）

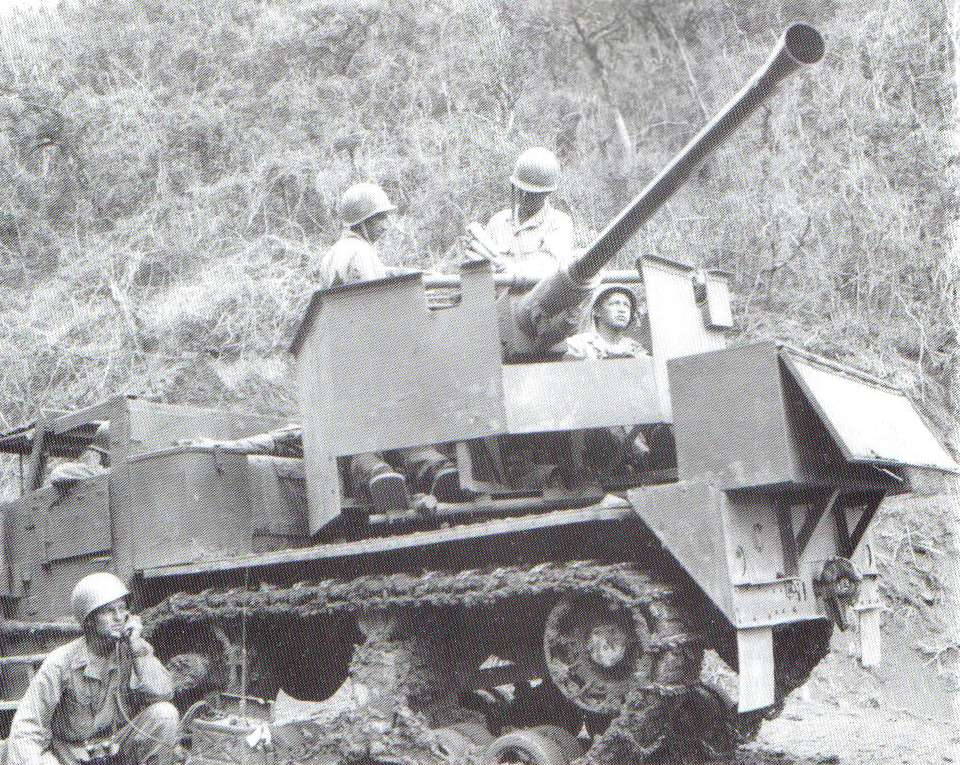
M15スペシャル

M3ハーフトラックの車体にボフォース 40mm機関砲（アメリカ陸軍での名称はM1 40mm機関砲）を搭載した自走対空砲型として数種類が試作されたが、いずれも機関砲の反動（リコイル）をM3ハーフトラックの車体で吸収することが困難であることがわかり量産は見送られ、M1 40mm機関砲を搭載した対空車両としてはM24軽戦車の車台を流用したM19対空自走砲が量産された。
第二次世界大戦後、朝鮮戦争の際に、余剰化していたM15対空自走砲を活用して40mm機関砲を搭載する改造が日本国内の米軍工廠で行われ、これらの車両は朝鮮半島に送られて実戦投入された。
T54 GMC 自走対空砲
M3ハーフトラックの車体後部にM1 40mm機関砲を搭載した試作車両。1942年。発砲時の反動を抑えきれず不安定であることが判明。
T54E1 GMC 自走対空砲
T54をベースに機関砲の周囲に円形の装甲板を取り付け、アウトリガーを装備して安定化を図ったが、問題の根本解決にはならなかった。
T59 GMC 自走対空砲
T54E1の照準器や射撃システムを改修したもの。
T59E1 GMC 自走対空砲
円形の装甲板から、低背の固定装甲板に変更。
T60 GMC 自走対空砲
T59の40mm機関砲の両サイドに、同軸の12.7mm機関銃を装着したもの。
T60E1 GMC 自走対空砲
T59E1と同じ低背の固定装甲板の車体で、同軸の12.7mm機関銃を装着したもの。
T68 GMC（MGMC）自走対空砲
40mm機関砲を2門、縦に重ねるように搭載した試作車両。
M15スペシャル
オーストラリア駐留のアメリカ軍部隊により製作された、標準のM3ハーフトラック車体を改造してM15対空自走砲とほぼ同型の砲塔を搭載し、M1 37mm機関砲の代わりにM1 40mm機関砲を搭載した車両。大戦末期に太平洋戦域で使用され、一部は朝鮮戦争にも派遣された。
M34 GMC 自走対空砲
朝鮮戦争の際、旧式化し37mm弾薬も不足していたM15対空自走砲を日本国内で改造し、砲塔を撤去して40mm機関砲を搭載した車両。アウトリガーや追加装甲板は装備されておらず、最初に試作されたT54 GMC とほぼ同じような形状であった。1951年に102両が改造されて朝鮮戦争に派遣され、2個対空大隊で運用された。

## イスラエル軍での派生型

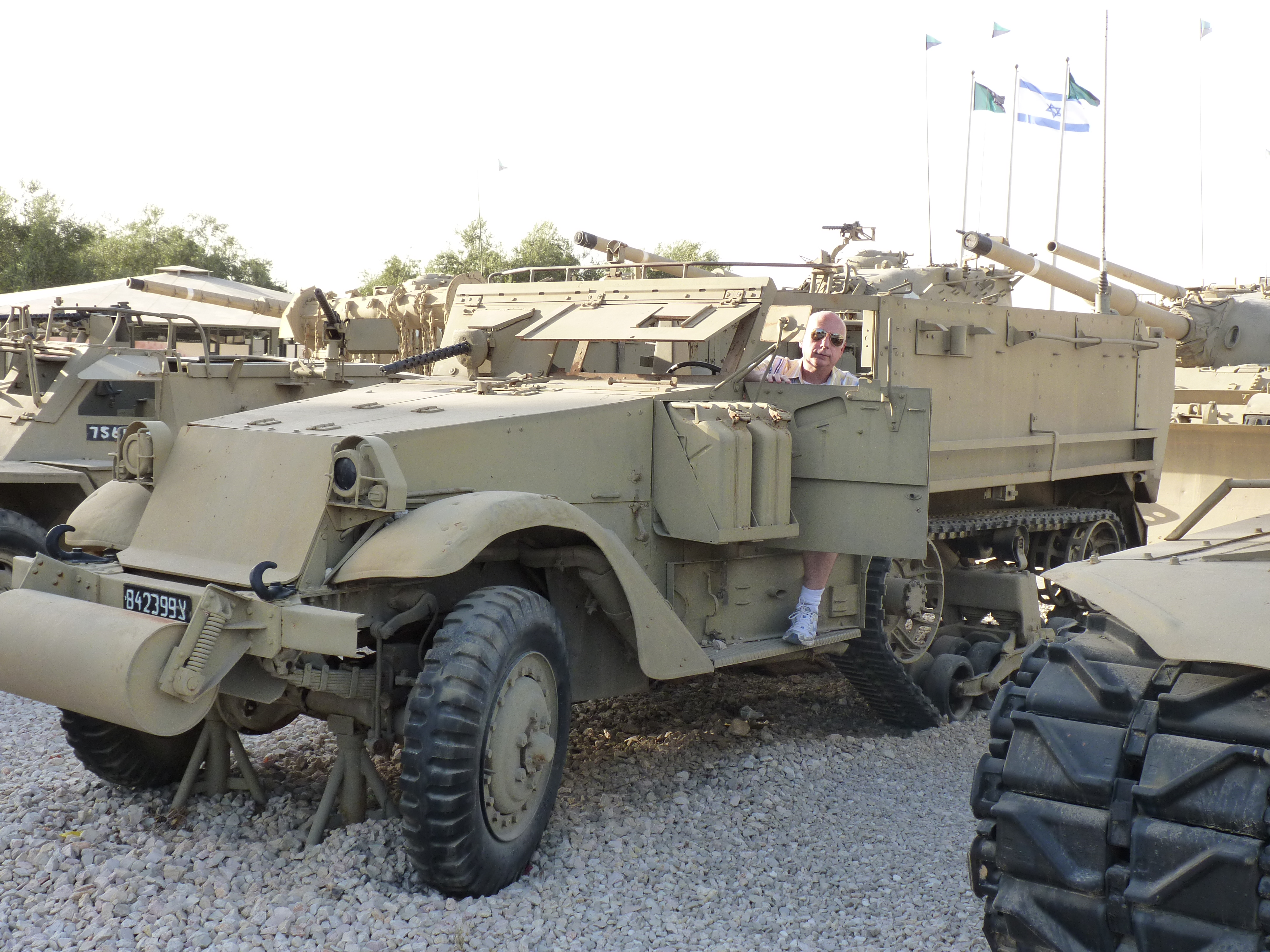
ディーゼルエンジンに換装した車両。フロントグリルがフラットな一枚板になっている。助手席にはM1919 7.62mm機関銃が装備されている

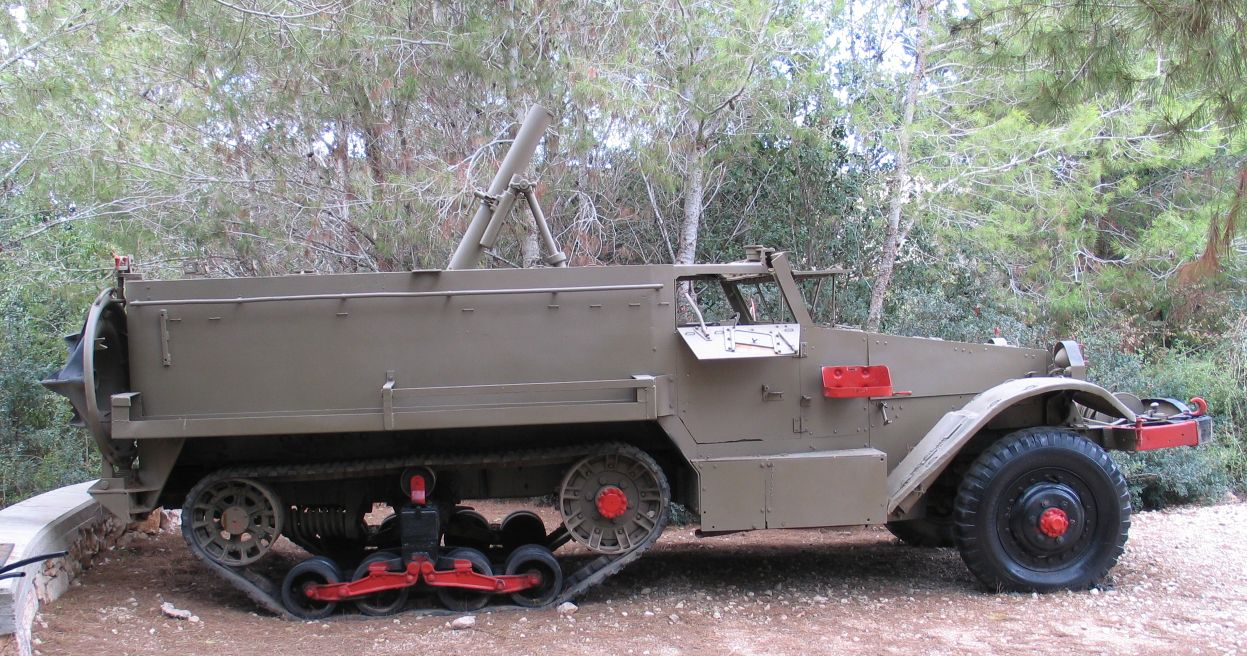
ソルタム社製M65 120mm迫撃砲を搭載したハーフトラック Mk.D（マクマト 120mm自走迫撃砲）

前述のようにイスラエル軍は、独立戦争時から多数のM3ハーフトラック系の車両を運用していた。これらの車両の識別のため、元の車両の形式にかかわらず、Mk.A-Dまでの形式に分類したが、結局、これ以外にも多数の派生型が開発され、運用されていた。
またイスラエル軍では元の米軍型式 M2 / M3 / M5 / M9 にかかわらず、これら全てを『Zachlam M3』(ヘブライ語: זחל"ם M3, ザハラム M3)　、あるいは単に『ザハラム』と呼んでいた。ザハラムはヘブライ語で「ハーフトラック」を意味する語であるが、M3ハーフトラック系の車種がイスラエル軍で使われるようになってからは、M3系の車種を指す語としても使われるようになった。1973年の第四次中東戦争の後、ガソリンエンジンからディーゼルエンジンに換装する改修が各タイプに対して行われ、この改修を受けた車両は『Zachlam, Diesel』を略して『Zachld（ザハルド）』と呼ばれた。この改修ではエンジン変更と同時に変速機の改良、油圧式パワーステアリング導入、ヘッドランプの改良なども行われた。

### 基本形式
ハーフトラック Mk.A
兵員輸送型のハーフトラックで、M49リングマウントを装備していない車両。アメリカ軍でのM3/M5に相当する。
ハーフトラック Mk.B
兵員輸送型のハーフトラックで、M49リングマウントを装備した車両。アメリカ軍でのM3A1/M5A1に相当する。
ハーフトラック Mk.C
81mm迫撃砲を搭載したハーフトラック。アメリカ軍でのM21自走迫撃砲に相当する。
ハーフトラック Mk.D "マクマト"
ソルタム社製M65 120mm迫撃砲を搭載したハーフトラック。マクマト（Makmat）とはヘブライ語で"Margema Kveda Mitnayaat"=「自走重迫撃砲」の略称であり、スーパーシャーマンにM66 160mm迫撃砲を搭載した160mm自走迫撃砲も同様にマクマトと呼ばれる。

### その他の派生型

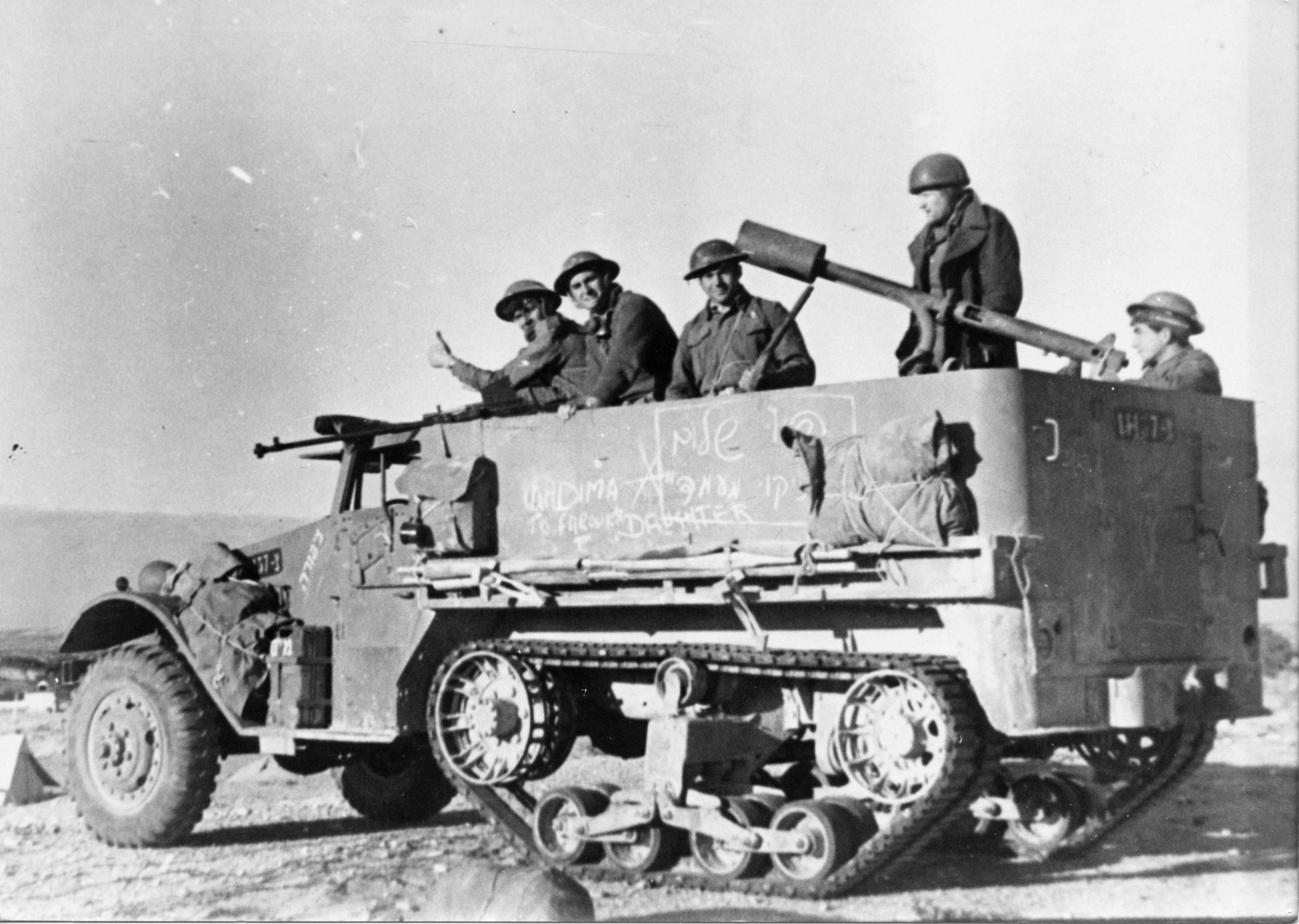
火炎放射器を搭載したM5ハーフトラック

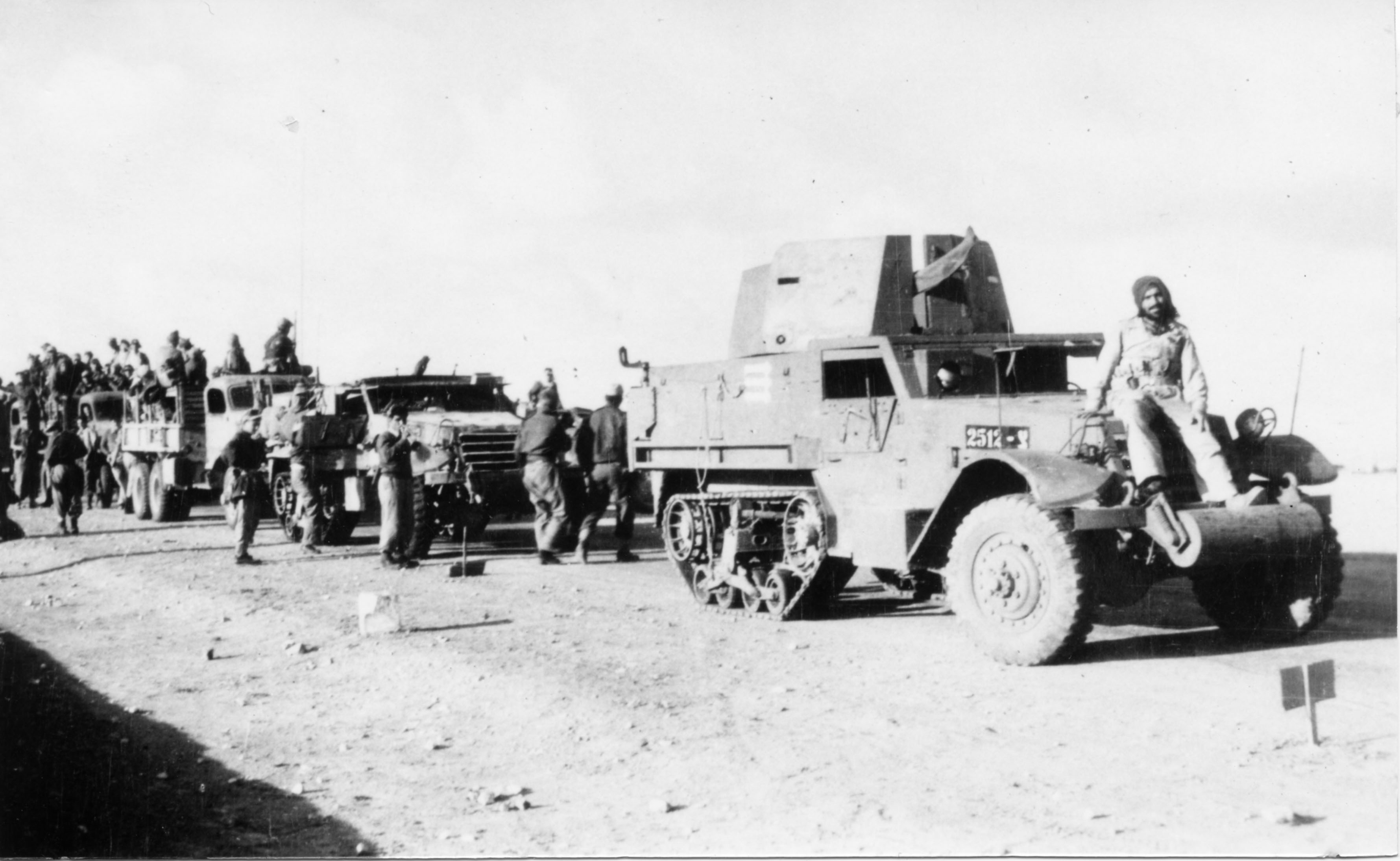
銃塔を搭載したM5ハーフトラック

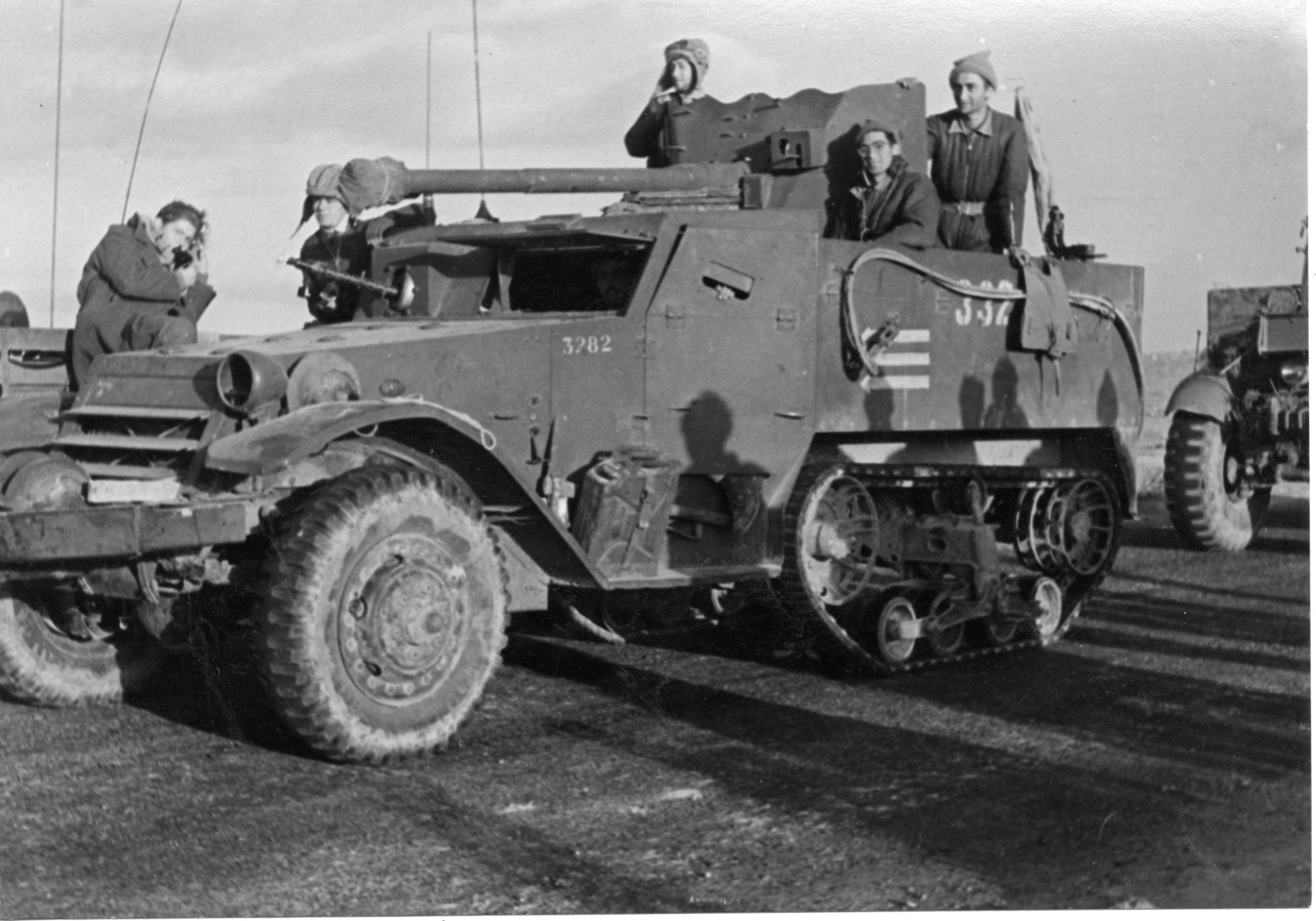
6ポンド砲を搭載したM5ハーフトラック

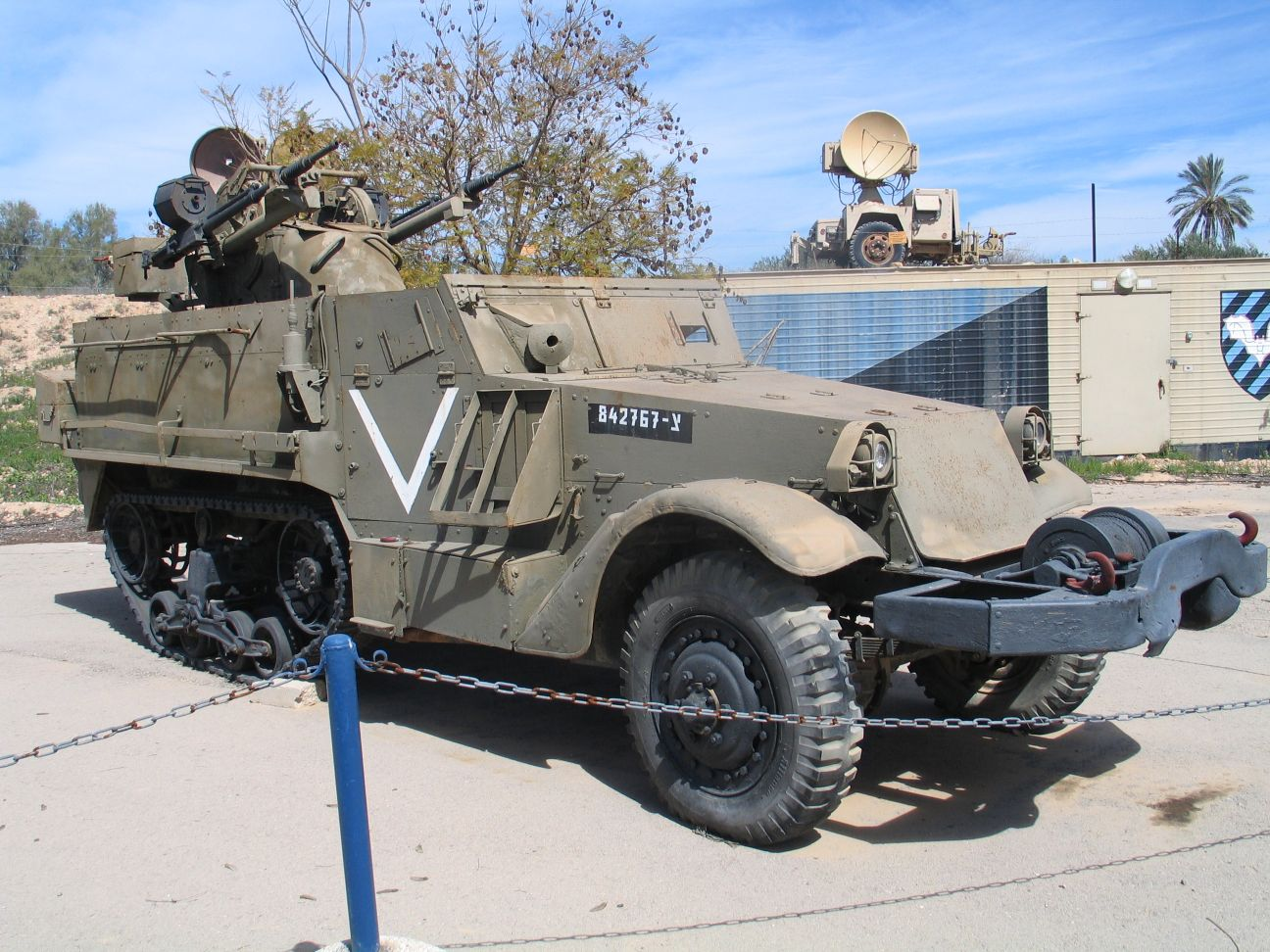
TCM-20搭載自走対空砲型

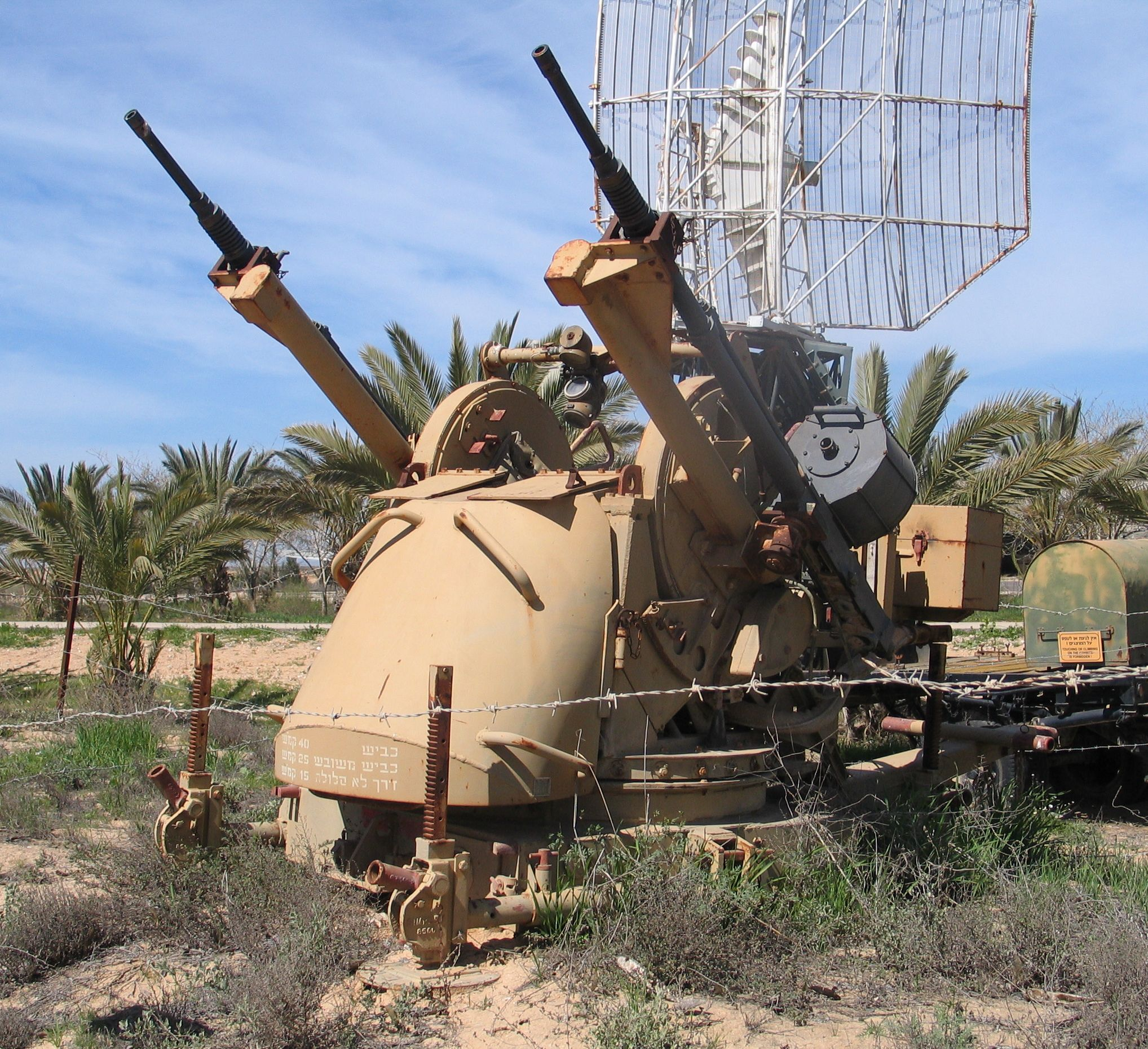
TCM-20 20mm機関砲クローズアップ

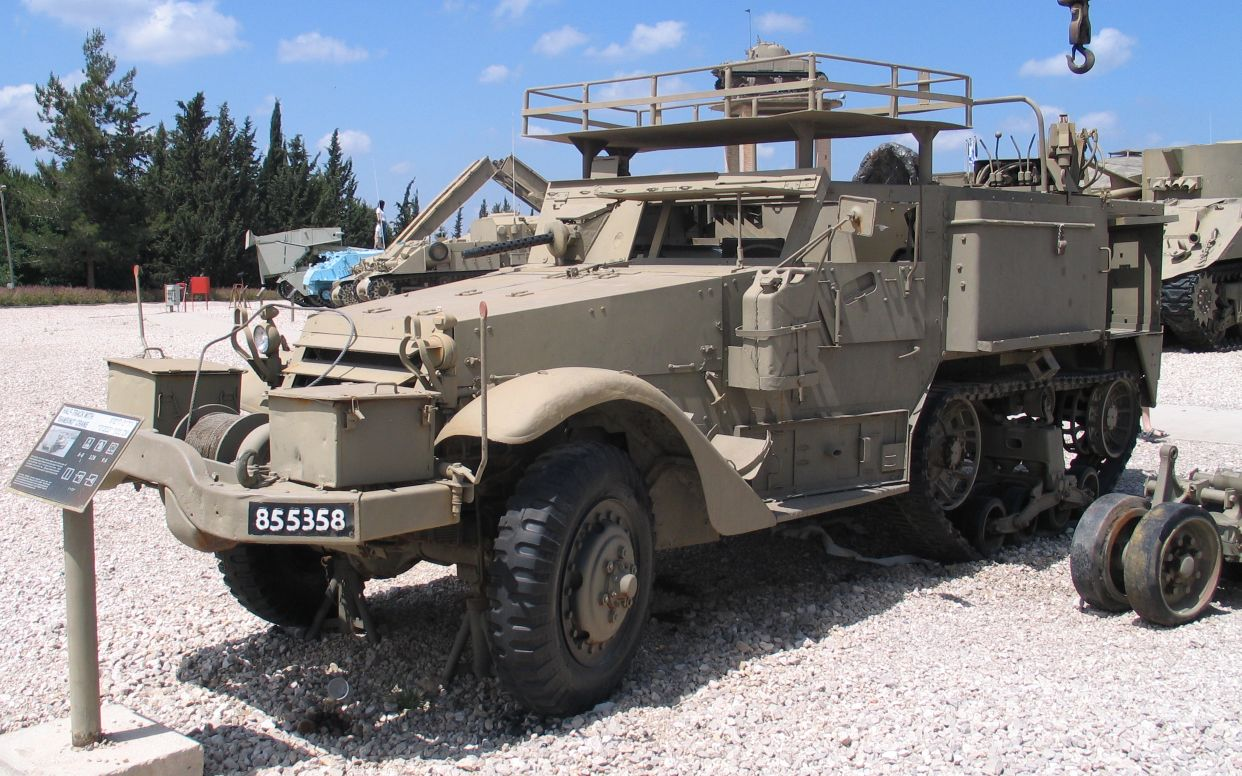
Bambino中型クレーン搭載装甲回収車

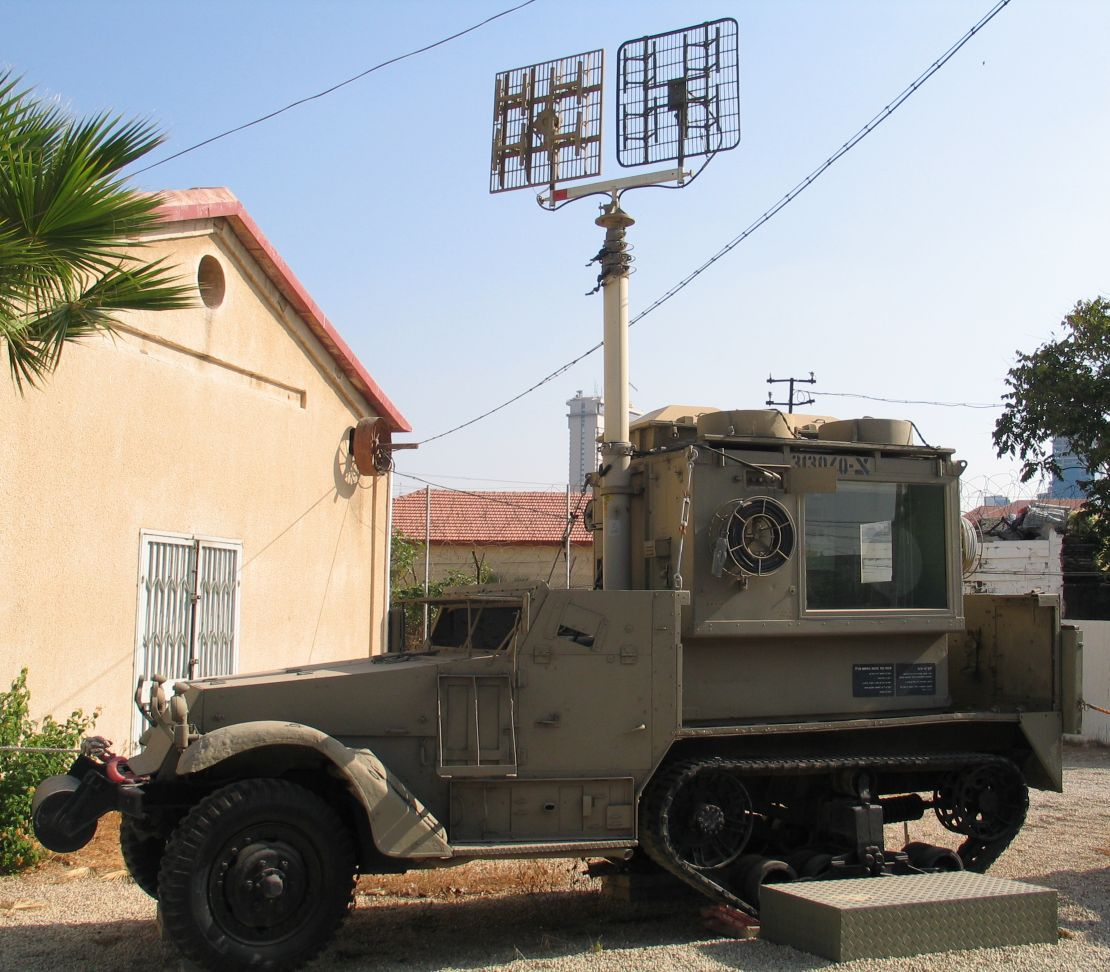
無線通信車型ハーフトラック

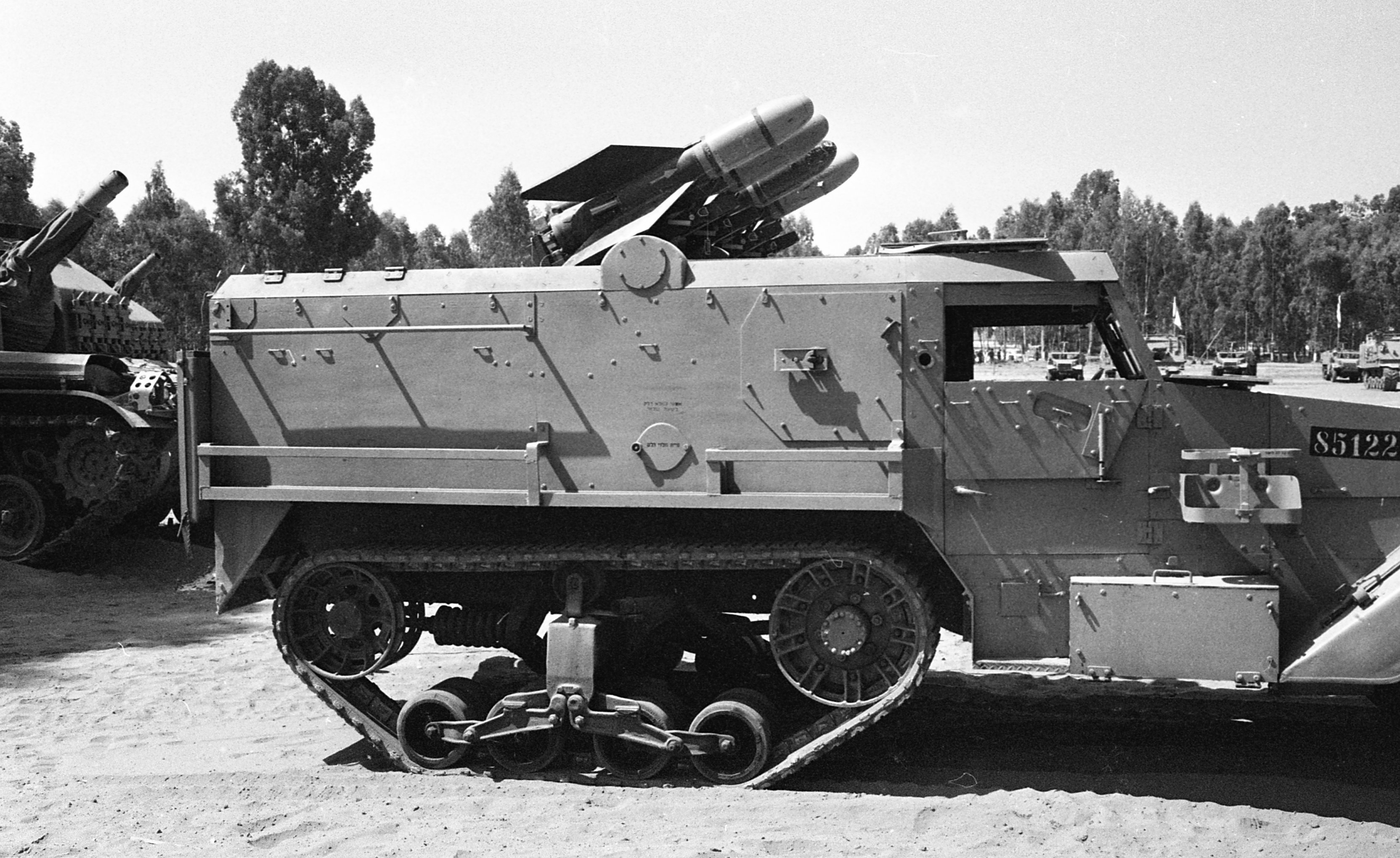
SS.11対戦車ミサイル搭載ハーフトラック

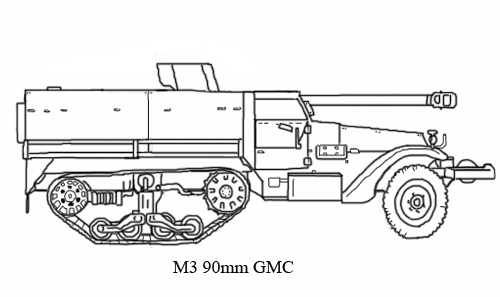
GIAT F1 90mm砲搭載型ハーフトラック

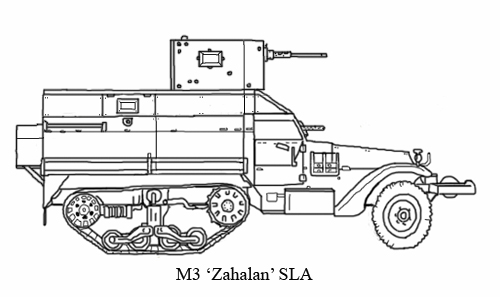
南レバノン軍の銃塔搭載型

火炎放射器搭載M5ハーフトラック
M5ハーフトラックに火炎放射器を搭載した車両。第一次中東戦争で使用された。当時のイスラエル軍による現地改修品である。
銃塔搭載M5ハーフトラック
M5ハーフトラックに銃塔を搭載した車両。第一次中東戦争で使用された。当時のイスラエル軍による現地改修品である。
6ポンド砲搭載M5ハーフトラック
M5ハーフトラックにイギリス製6ポンド砲を搭載した車両。第一次中東戦争で使用された。アメリカ軍のT48 GMCとほぼ同じ仕様であるが、砲と車体が両方イギリス軍仕様である点が異なる。
TCM-20搭載自走対空砲型
HS.404 20mm機関砲2丁をM45対空機関銃架に搭載したTCM-20対空機関砲を搭載したハーフトラック。基本コンセプトは、アメリカ軍で開発されたT10E1自走対空砲に類似している。砲架の後部、車体後部には弾薬箱が追加設置されている。アメリカ軍のM16と異なり、戦闘室側面の装甲板上部は折りたたみ式ではない。

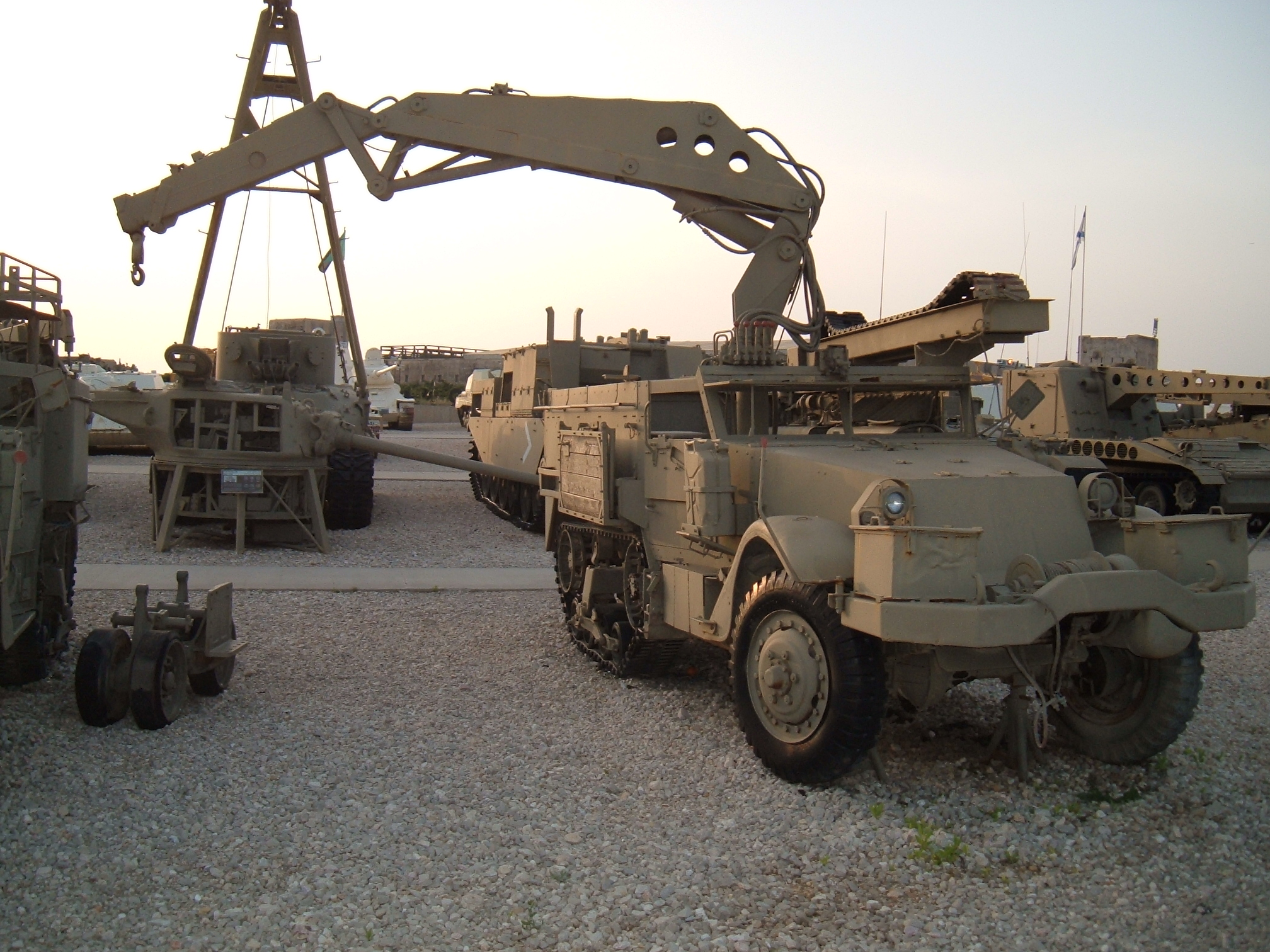
Eyal大型クレーン搭載装甲回収車
助手席部分に大型クレーンを搭載したハーフトラック。予備履帯ラックが装備されている。
Bambino中型クレーン搭載装甲回収車
後部兵員室に中型クレーンを搭載したハーフトラック。運転席上にラックが増設されている。
無線通信車型ハーフトラック
大型の通信アンテナを搭載した車両。詳細は不明。
SS.11対戦車ミサイル搭載ハーフトラック
フランス製のSS.11対戦車ミサイルおよび発射機4基を、兵員室前半に設置した屋根の上に搭載したハーフトラック。
GIAT F1 90mm砲搭載型ハーフトラック
フランス製のGIAT F1 90mm砲を兵員室に搭載したハーフトラック。90mm砲は車体中央ではなくやや右舷寄りに搭載されており、助手席部分を切り欠いて砲身が前方に突き出している。
12.7mm銃塔搭載型ハーフトラック（南レバノン軍）
1980年代にイスラエル軍から武器供与を受けていた南レバノン軍による改造車両。M3ハーフトラックの兵員室上面を装甲板で塞ぎ、側面に防弾ガラス入りの観測窓を取り付け、同じく防弾ガラス入りの観測窓付きの銃塔が設置されたバージョン。

## 運用国

### 現用
- ボリビア - 2024年時点で、ボリビア陸軍が37両のM9を保有[4]。
- マダガスカル - 2023年時点で、マダガスカル陸軍が推定30両のM3A1を保有している[5]。
- パラグアイ - 2024年時点で、パラグアイ陸軍が3両のM9（20mm自走高射機関砲型）を保有[6]。

## 登場作品

### 映画
『宇宙戦争』
アメリカ海兵隊の自走多連装ロケット砲としてM2が登場。後部兵員室に12×上下2連の24連装ロケット砲が搭載されている。作中では、火星から送り込まれたマーシャーン・ウォー・マシーンを砲撃するも効果はなく、怪光線による反撃で消失してしまう。
なお、M2の自走多連装ロケット砲型は実在しない。
『皇帝のいない八月』
陸上自衛隊所属車両が登場。封鎖線の強行突破を試みたクーデター部隊のマイクロバスに体当たりして停車させる。この際クーデター部隊が発砲してきた為、包囲していた普通科隊員と共にM2重機関銃により応戦、バスを蜂の巣にしてクーデター部隊を制圧する。使用されたのはM16対空自走砲をM3A1風に改造した車両である。
『戦国自衛隊』
戦国時代にタイムスリップした陸上自衛隊の装備の一つとして登場する。M2重機関銃を用いて戦国武者達を薙ぎ払うが、トラップとして仕掛けられた落とし穴に転落して移動不能になってしまう。「皇帝のいない八月」等にも登場したM16対空自走砲の改造車両が使用されている。
『ブルース・ブラザース』
物語の終盤、シカゴ市役所へ向かう主人公達を追うイリノイ州軍の車輛として、M4中戦車やM8装甲車とともに本車が登場。

### テレビドラマ
『コンバット!』
米軍車両としてのみならず、ドイツ軍役として車体を完全密閉化した車両も登場。これにはドイツ装甲車風にMG42を備えた銃塔を搭載している。
『ラット・パトロール』
ドイツ装甲車役として登場。『コンバット!』と違い特に改造は施されておらず、リングマウント上のM2重機関銃も健在。塗装はダークイエローにバルカンクロイツ。

### 小説
『遙かなる星』
第三次世界大戦で崩壊したアメリカ合衆国にて、大戦前の州軍に配備されていた車両が、合衆国東部を支配する武装勢力「東軍」の機械化大隊に配備されている。
『連合艦隊西進す』
日本陸軍の装備の貧弱さから中立国アメリカのM3を二式装甲車として採用する。
また、九四式山砲を搭載し三式機動山砲として歩兵や戦車を支援する。

### アニメ・漫画
『老後に備えて異世界で8万枚の金貨を貯めます』
地球の傭兵団「ウルフファング」が保有するTCM-20搭載自走対空砲型として登場する。